# Георг-Гайнц Міхель
Георг-Гайнц Міхель (нім. Georg-Heinz Michel; 19 вересня 1909, Гамм — 20 лютого 1991) — німецький офіцер-підводник, корветтен-капітан крігсмаріне.

## Біографія
В 1931 році вступив на флот. З 1 листопада 1938 року — командир підводного човна U-29, з 4 квітня по 4 вересня 1939 року — U-25, з 23 вересня 1939 року — U-54, з 1 грудня 1939 по 4 травня 1940 року — U-8.

## Звання
- Лейтенант-цур-зее (1 квітня 1935)
- Оберлейтенант-цур-зее (1 січня 1937)
- Капітан-лейтенант (1 жовтня 1939)
- Корветтен-капітан (1 жовтня 1943)

## Нагороди
- Медаль «За вислугу років у Вермахті» 4-го класу (4 роки)